# Rhytidoponera foreli
Rhytidoponera foreli é uma espécie de formiga do gênero Rhytidoponera.